# Nauru en los Juegos Olímpicos de Londres 2012
Nauru estuvo representado en los Juegos Olímpicos de Londres 2012 por dos deportistas masculinos que compitieron en dos deportes.
El portador de la bandera en la ceremonia de apertura fue el halterófilo Itte Detenamo. El equipo olímpico nauruano no obtuvo ninguna medalla en estos Juegos.